# Sphenophryne thomsoni

Verbreitungsgebiet im Jahr 2009

Sphenophryne thomsoni (Synonym Genyophryne thomsoni) ist eine Froschart aus der Gattung Sphenophryne innerhalb der Unterfamilie der Papua-Engmaulfrösche.

## Beschreibung
Die Art erreicht eine Länge von 32 Millimeter. Die Haut ist glatt. Die Körperoberseite ist rötlichbraun sowie schwarz gemustert. Die Schläfen sind weißlich. Von jedem Auge aus zieht sich eine helle Linie den Rücken entlang. Die Hinterseite des Oberschenkels und die Unterseite des Tarsus sind schwarz. Der Kopf ist groß und stark abgeplattet. Die Augen sind klein und weit voneinander entfernt. Die Pupillen sind horizontal. Die Zunge ist länglich, ganzrandig und an den Seiten frei abhebbar. Gaumenzähne sind vorhanden. Vor dem Schlund befindet sich eine gezähnelte Querfalte. Das Trommelfell ist unsichtbar. Die Finger sind frei. Der erste Finger ist der kürzeste. Der dritte Finger ist viel länger als der zweite und vierte. Der mediale Metatarsalhöcker ist undeutlich. Die Zehen sind an der Basis durch Schwimmhäute verbunden. Diese greifen nicht zwischen die Metatarsen der 4. und 5. Zehe ein. Die Ferse weist einen dreieckigen Hautlappen auf. Die Spitzen der Finger sind nicht verbreitert, die der Zehen sind schwach verbreitert. Praecoracoide fehlen. Das Sternum ist knorpelig.

## Vorkommen
Die Art kommt nur auf der südöstlichen Halbinsel von Neuguinea vor, wo sie hauptsächlich auf der Nordseite anzutreffen ist. Ihr Areal reicht vom östlichen Ende der Huon-Halbinsel bis Milne Bay und umfasst die Louisade Islands und d’Entrecasteaux Islands sowie Woodlark. Die vertikale Verbreitung reicht von Meereshöhe bis 1800 Meter.

## Systematik
Die Art Sphenophryne thomsoni wurde 1890 von George Albert Boulenger erstbeschrieben. Ursprünglich wurde von Boulenger 1890 die Gattung Genyophryne für diese Art eingerichtet, dieser Gattungsname wurde aber im Jahr 2017 mit Sphenophryne synonymisiert.